# Arturo Ortiz
Arturo „Palermo” Ortíz Martínez (ur. 25 sierpnia 1992 w Monterrey) – meksykański piłkarz występujący na pozycji środkowego obrońcy, reprezentant Meksyku, od 2024 roku zawodnik amerykańskiego El Paso Locomotive.

## Kariera klubowa
Ortíz rozpoczynał karierę w czwartoligowych rezerwach klubu Unión de Curtidores, skąd przeniósł się do rezerw Celaya FC, również występujących w czwartej lidze meksykańskiej. Następnie przeniósł się do akademii CF Monterrey. Tam spędził rok, nie potrafiąc się przebić do pierwszej drużyny, po czym wypożyczono go do trzecioligowego Coras de Tepic, którego barwy również reprezentował przez dwanaście miesięcy. W lipcu 2012 został wypożyczony do beniaminka najwyższej klasy rozgrywkowej – ekipy Club León, gdzie po roku występów w rezerwach zadebiutował w Liga MX; 14 września 2013 w wygranym 1:0 spotkaniu z Veracruz za kadencji urugwajskiego szkoleniowca Gustavo Matosasa. W tym samym, jesiennym sezonie Apertura 2013 zdobył z Leónem tytuł mistrza Meksyku i sukces ten, mimo sporadycznych występów, powtórzył również pół roku później, podczas wiosennych rozgrywek Clausura 2014.
Wiosną 2015 Ortíz, nie potrafiąc wywalczyć sobie miejsce w składzie Leónu, udał się na wypożyczenie do drugoligowego Mineros de Zacatecas ze względu na współpracę obu klubów (posiadających wspólnego właściciela – Grupo Pachuca).
| Sezon     | Klub                 | Kraj   | Rozgrywki        | Mecze | Bramki |
| --------- | -------------------- | ------ | ---------------- | ----- | ------ |
| 2011/2012 | Coras de Tepic       | Meksyk | Segunda División | 24    | 3      |
| 2012/2013 | Club León            | Meksyk | Liga MX          | 0     | 0      |
| 2013/2014 | Club León            | Meksyk | Liga MX          | 5     | 0      |
| 2014/2015 | Club León            | Meksyk | Liga MX          | 1     | 0      |
| 2014/2015 | Mineros de Zacatecas | Meksyk | Ascenso MX       |       |        |